# In Ghalgiwan
In Ghalgiwan (ook geschreven als In Galghien) is een archeologische vindplaats in de regio Messak Settafet in het zuidwesten van Libië. De vindplaats is vooral bekend om de prehistorische rotstekeningen.